# Харен (Емс)
Харен (њем. Haren) град је у њемачкој савезној држави Доња Саксонија. Једно је од 60 општинских средишта округа Емсланд. Према процјени из 2010. у граду је живјело 23.029 становника. Посједује регионалну шифру (AGS) 3454018.

## Географски и демографски подаци
Харен се налази у савезној држави Доња Саксонија у округу Емсланд. Град се налази на надморској висини од 9 – 15 метара. Површина општине износи 208,8 km². У самом граду је, према процјени из 2010. године, живјело 23.029 становника. Просјечна густина становништва износи 110 становника/km².

## Међународна сарадња
| Мјесто    | Држава    | Врста сарадње | Од    |
| --------- | --------- | ------------- | ----- |
|           | Пољска    | партнерство   | 1991. |
| Влагтведе | Холандија | партнерство   | 1972. |
| Ондрези   | Француска | партнерство   | 1988. |
| Извор     |           |               |       |